# Андерсон Сантамарія
Андерсон Сантамарія (ісп. Anderson Santamaría, нар. 10 січня 1992, Тінго-Марія) — перуанський футболіст, захисник мексиканського клубу «Пуебла» і національної збірної Перу.

## Клубна кар'єра
Народився 10 січня 1992 року в місті Тінго-Марія. Вихованець футбольної школи клубу «Депортіво Мунісіпаль».
У дорослому футболі дебютував 2010 року виступами за команду клубу «Аякучо», в якій провів три сезони, взявши участь у 57 матчах чемпіонату. 
Своєю грою за цю команду привернув увагу представників тренерського штабу клубу «Леон де Уануко», до складу якого приєднався 2013 року. Відіграв за команду з Уануко наступні три сезони своєї ігрової кар'єри. Більшість часу, проведеного у складі «Леон де Уануко», був основним гравцем захисту команди.
2016 року уклав контракт з клубом «Мельгар», у складі якого провів наступні два роки своєї кар'єри гравця.
До складу мексиканської «Пуебли» приєднався 2018 року.

## Виступи за збірну
2017 року дебютував в офіційних матчах у складі національної збірної Перу.
4 червня 2018 року, гравця, що на той час провів у складі збірної п'ять ігор, було включено до її заявки на тогорічний чемпіонат світу у Росії.
| Дата       | Місто        | Господарі         | Результат | Гості    | Турнір            | Голи | Примітки |
| ---------- | ------------ | ----------------- | --------- | -------- | ----------------- | ---- | -------- |
| 14-06-2017 | Арекіпа      | Перу              | 3 – 1     | Ямайка   | товариський матч  | -    | 46'      |
| 05-09-2017 | Атауальпа    | Еквадор           | 1 – 2     | Перу     | Відбір до ЧС 2018 | -    | 81'      |
| 24-03-2018 | Маямі        | Перу              | 2 – 0     | Хорватія | товариський матч  | -    |          |
| 28-03-2018 | Гаррісон     | Ісландія          | 1 – 3     | Перу     | товариський матч  | -    |          |
| 03-06-2018 | Санкт-Галлен | Саудівська Аравія | 0 – 3     | Перу     | товариський матч  | -    |          |
| Усього     |              | Матчів            | 5         |          | Голів             | 0    |          |

## Титули і досягнення
- Срібний призер Кубка Америки: 2019